# Stadtwerke Neu-Isenburg
Die Stadtwerke Neu-Isenburg GmbH (swni) sind der regionale Versorger der Stadt Neu-Isenburg.
Neben der Versorgung mit Strom, Erdgas und Wasser betreibt das Unternehmen auch den Öffentlichen Personennahverkehr und das Waldschwimmbad.

## Daten und Fakten 2011

### Stromversorgung
- Absatzmenge: 176.700.00 kWh
- Länge des Leitungsnetzes: 116.0 km
- Anzahl der Stromzähler: 24.117 Stück

### Gasversorgung
- Absatzmenge: 287.000.000 kWh
- Länge des Leitungsnetzes: 98.3 km
- Anzahl der Gaszähler: 5.701 Stück

### Wasserversorgung
- Absatzmenge: 2.200.000 m³
- Länge des Leitungsnetzes: 118.5 km
- Anzahl der Wasseruhren: 5.475 Stück

### Schwimmbäder
- Freibad: 84.262 Besucher
- Hallenbad: 41.404 Besucher

## Nahverkehr

### Linienübersicht
Folgende Buslinien werden von den Stadtwerken Neu-Isenburg GmbH betrieben:
- Linie OF-51: Gravenbruch – Isenburgzentrum – Bahnhof Ostseite – Zeppelinheim, Bahnhof
- Linie OF-52 (AST): Waldfriedhof – Isenburgzentrum – Straßenbahn
- Linie OF-53: Bahnhof Westseite – Gewerbegebiet Süd – Bahnhof Westseite